# Dirk Eitzert
Dirk Eitzert (* 1. November 1968 in Dortmund) ist ein ehemaliger deutscher Fußballspieler und jetziger -trainer.

## Profilaufbahn
Dirk Eitzert spielte von 1989 bis 1995 beim VfL Bochum 34 Spiele in der Ersten und 13 Spiele in der Zweiten Bundesliga. In der Rückrunde 1992 musste Eitzert im Bundesligaspiel gegen Werder Bremen für die letzten 15 Spielminuten ins Tor, nachdem Torwart Ralf Zumdick die rote Karte gesehen hatte. Seit 1992 immer wieder verletzungsgeplagt, musste Dirk Eitzert seine Profikarriere bereits 1995 wegen Sportinvalidität beenden.

## Amateurfußball
Nach seiner Profilaufbahn war Dirk Eitzert als Spieler bei den Fußballern der Joboxers Holzwickede und beim SG Holzwickede aktiv. Von 2008 bis 2011 war Eitzert, der die B-Trainerlizenz besitzt, Spieler und später Trainer beim Verbands- und späteren Landesligisten SSV Mühlhausen-Uelzen. Sein Traineramt bei SSV Mühlhausen beendete er im Oktober 2011 nach einigen sportlichen Misserfolgen auf eigenen Wunsch. In der Saison 2012/13 trainierte Eitzert den Fusionsverein FC Iserlohn 46/49, trat aber kurz vor Saisonschluss von seinem Traineramt zurück. Von 2016 bis 2018 war Eitzert wieder Trainer beim Landesligisten SSV Mühlhausen-Uelzen. Dirk Eitzert spielt noch regelmäßig in der Traditionsmannschaft des VfL Bochum.

## Berufliches
Dirk Eitzert verdiente nach seiner Profikarriere erfolgreich Geld mit Immobiliengeschäften. Eigenen Angaben zufolge besitzt er heute in Unna und Holzwickede rund 80 vermietete Wohnungen. Des Weiteren ersteigerte Eitzert 2010 in einer Zwangsauktion Teile der Lindenbrauerei in Unna für gut eine Million Euro und verpachtet nun gewerbliche Einheiten im Gebäude.

## Privatleben
Dirk Eitzert ist verheiratet und lebt mit seiner Frau und den zwei gemeinsamen Kindern in Unna.